# Eldece Clarke-Lewis
Eldece Clarke-Lewis (ur. 13 lutego 1965) – bahamska lekkoatletka, specjalizująca się w krótkich biegach sprinterskich, trzykrotna uczestniczka letnich igrzysk olimpijskich (Los Angeles 1984, Atlanta 1996, Sydney 2000), dwukrotna medalistka olimpijska w biegach sztafetowych 4 × 100 metrów: złota (2000) oraz srebrna (1996).

## Sukcesy sportowe
| Rok  | Miasto        | Zawody                                   | Konkurencja                               | Wynik                 |
| ---- | ------------- | ---------------------------------------- | ----------------------------------------- | --------------------- |
| 1984 | Los Angeles   | Igrzyska olimpijskie                     | sztafeta 4 × 100 m                        | 6. miejsce            |
| 1995 | Gwatemala     | Mistrzostwa Ameryki Środkowej i Karaibów | bieg na 100 m bieg na 200 m               | srebrny medal         |
| 1995 | Mar del Plata | Igrzyska panamerykańskie                 | bieg na 100 m bieg na 200 m               | 6. miejsce 5. miejsce |
| 1995 | Göteborg      | Mistrzostwa świata                       | sztafeta 4 × 100 m                        | 4. miejsce            |
| 1996 | Atlanta       | Igrzyska olimpijskie                     | sztafeta 4 × 100 m                        | srebrny medal         |
| 1997 | Ateny         | Mistrzostwa świata                       | sztafeta 4 × 100 m                        | 6. miejsce            |
| 2000 | Sydney        | Igrzyska olimpijskie                     | sztafeta 4 × 100 m (start w eliminacjach) | złoty medal           |

## Rekordy życiowe
- bieg na 60 metrów (hala) – 7,24 – Johnson City 29/01/2000
- bieg na 100 metrów (stadion) – 10,96 – Fort-de-France 29/04/2000
- bieg na 200 metrów (stadion) – 22,86 – Norymberga 25/06/2000